# Maurice Greene (componist)

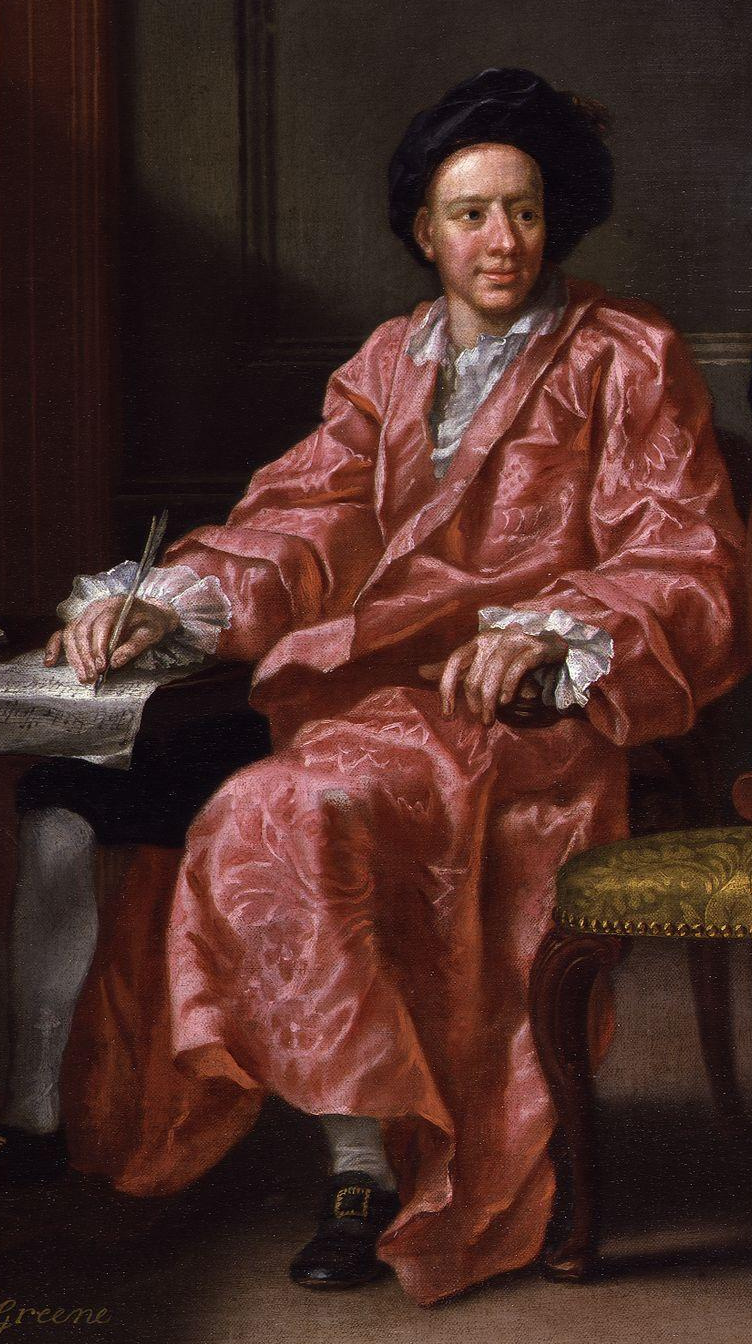
Maurice Greene

Maurice Greene (Londen, 12 augustus 1696 – aldaar, 1 december 1755) was een Engelse componist en organist.
Greene werd een koorknaap van St. Paul's Cathedral in Londen en leerde het orgelspel van  Richard Brind, die hij na diens dood in 1727 opvolgde als organist van St. Paul's.
In 1727 werd Greene organist aan de Chapel Royal en in 1730 professor in de muziek aan de universiteit van Cambridge. Hij werd in 1735 benoemd tot Master of the King's Musick.
Bij zijn dood was hij bezig met Cathedral Music dat door William Boyce werd afgemaakt.
Greene overleed in zijn geboorteplaats.
- Biblioteca Nacional de España: XX1775357
- Bibliothèque nationale de France: cb148278174 (data)
- CiNii: DA06092577
- Gemeinsame Normdatei: 119404230
- International Standard Name Identifier: 0000 0000 8356 3036
- Library of Congress Control Number: n81022395
- Nationale Bibliotheek van Letland: 000239328
- MusicBrainz: a56311a8-2f37-4b09-bcdb-fe0c6a890a2e
- Nationale Bibliotheek van Tsjechië: xx0158524
- Nationale bibliotheek van Australië: 36007505
- Nationale Bibliotheek van Israël: 987007273050405171
- Nederlandse Thesaurus van Auteursnamen: 14101623X
- Istituto Centrale per il Catalogo Unico: UM1V011329
- SNAC: w6319xz7
- Système universitaire de documentation: 18397803X
- Trove: 1182761
- Virtual International Authority File: 10114530
- WorldCat: E39PBJxWXrGCTyx8cYBfRpCmh3